# Loža (arhitektura)
Loža (italijansko loggia) je arhitekturni element, ki je navadno postavljen v zgornjem nadstropju, redkeje v pritličju. Zunanja stena je odprta, navadno jo podpira niz stebrov ali lokov. Lože so lahko nameščene bodisi na sprednji strani, bodisi ob strani stavbe in niso mišljene kot vhod, temveč za uporabo kot zunanja dnevna soba.
V zgodnjem srednjem veku je skorajda vsaka italijanska komuna na svojem glavnem trgu imela odprto obokano ložo, ki je služila kot »simbol skupne pravice in vladavine ter kot oder za javne slovesnosti.«

## Definicija rimske lože
Glavna razlika med ložo in portikom je vloga znotraj funkcionalne postavitve stavbe. Portik omogoča vstop v notranjost od zunaj in ga lahko najdemo na mestnih in manjših stavbah. Lože so dostopne samo od znotraj in so namenjene kot prostor za prosti čas. Tako jih najdemo predvsem na plemenitaških domovih in javnih zgradbah. Klasična uporaba obeh je predstavljena v mozaikih bazilike Sant' Apollinare Nuovo  v Raveni, palači ostrogotskega kralja Teoderika Velikega.
Loža se razlikuje od verande, saj je bolj arhitekturna in po obliki del glavne zgradbe, v kateri je, medtem ko je veranda struktura s streho, pritrjena na zunanji strani glavne stavbe. »Dvojna loža« je loža v zgornjem nadstropju nad ložo v pritličju pod njo.
- Beneška gotska loža gradu Buonconsiglio, Trento, Italija
- Loggia dei Lanzi v Firencah
- Loža oblike serliana, Palazzo Brera v Milanu, Italija
- Loža v Trogirju

## Zgledi
- V italijanski arhitekturi je loža pogosto v obliki majhne, pogosto razkošne poletne hiše, zgrajene na strehi stanovanjske hiše, za uživanje hladilnega vetra in razgleda. Posebej so bile priljubljene v 17. stoletju in so vidne v Rimu in Bologni v Italiji.
- Grinnell College v Grinnellu, Iowa, vsebuje tri različne frčade, povezane z ložami. Glavna stavba Univerze Stanford v Stanfordu, Kalifornija, vidno označuje lože.
- V mestnem jedru Chesterja v Združenem kraljestvu so številne lesene zgradbe od tudorske do viktorijanske dobe imele lože v prvem nadstropju, imenovane Chester Rows.
- V Rusiji je loža lahko vgrajen balkon v stanovanjski zgradbi.
- Operi v Sydneyju je bila leta 2006 dodana loža.
- Na arheološkem najdišču Agia Triada na grškem otoku Kreta so bile najdene številne lože, zgrajene okoli leta 1400 pr. n. št., katerih stebri še stojijo.[6]